# Mitsubishi Ki-33
Il Mitsubishi Ki-33 (三菱 キ33?, Mitsubishi ki sanjūsan) era un caccia monomotore monoplano ad ala bassa sviluppato dall'azienda giapponese Mitsubishi Heavy Industries negli anni trenta e rimasto allo stadio di prototipo.
Realizzato per soddisfare una specifica del Rikugun Kōkū Hombu, lo Stato maggiore dell'esercito imperiale giapponese, ad una valutazione comparativa venne scartato in favore del Nakajima Ki-27 ed il suo sviluppo abbandonato.

## Storia del progetto
Nella metà degli anni trenta l'esercito imperiale emise una specifica per la fornitura di un nuovo modello di caccia destinato a sostituire nei reparti di prima linea del Dai-Nippon Teikoku Rikugun Kōkū Hombu, la sua componente aerea, il Kawasaki Ki-10 a configurazione alare biplana. A tal fine le autorità militari contattarono la Kawasaki Kōkūki Kogyo, la Mitsubishi e la Nakajima richiedendo loro di fornire un prototipo da utilizzare in una valutazione comparativa.
La Mitsubishi affidò il progetto al suo nuovo direttore dell'ufficio tecnico, l'ingegnere Jirō Horikoshi, tra qualche difficoltà in quanto in quel periodo l'attenzione dell'azienda era concentrata sullo sviluppo del Ka-14, il futuro caccia imbarcato A5M "Claude", e nelle fasi finali dello sviluppo per adattare il bombardiere G3M "Nell" alla produzione in serie, entrambi per soddisfare una richiesta della Marina imperiale. Le ridotte capacità di procedere nella pianificazione di un progetto totalmente nuovo, convinsero l'azienda a presentare alla commissione esaminatrice il Ka-18, sostanzialmente un A5M privato solamente degli equipaggiamenti tipici per un utilizzo su una portaerei, già nel giugno 1935. Le prove di volo dimostrarono che il modello raggiungeva una velocità massima superiore a quella del Ki-10 appena entrato in servizio ma, a causa della sua velatura monoplana, dotato di una manovrabilità inferiore e per questo motivo giudicato insoddisfacente, restando tuttavia in attesa di un'ulteriore proposta.
Horikoshi ed il suo gruppo di progettazione avviarono quindi lo sviluppo di una sua variante modificandone alcuni aspetti, i più evidenti dei quali erano l'adozione di una nuova motorizzazione, sempre un motore radiale, ma dalla maggior potenza disponibile, una cabina di pilotaggio chiusa da un cupolino ad apertura scorrevole ed una riprogettazione dell'impennaggio.
I due prototipi vennero completati ad inizio estate 1936 e portati in volo per la prima volta nel novembre di quello stesso anno. Le prove continuarono fino alla primavera del 1937 quando venne messo a confronto con i concorrenti Kawasaki Ki-28 e Nakajima Ki-27. Il Ki-33 risultò complessivamente inferiore agli altri velivoli, secondo in velocità massima dietro al Ki-28 e sostanzialmente meno manovrabile del Ki-27. Le autorità militari decisero di privilegiare le capacità di combattimento manovrato dichiarando vincitrice la proposta della Nakajima, di conseguenza lo sviluppo del Ki-33 venne abbandonato.

## Tecnica
Il Ki-33 era un velivolo dall'aspetto moderno che riproponeva le soluzioni tecniche del suo predecessore, il Ki-18, innovative per l'epoca in cui quest'ultimo venne sviluppato: monomotore, monoplano con ala a sbalzo di costruzione quasi interamente metallica.
La fusoliera incorporava l'unico abitacolo chiuso da un tettuccio aerodinamico che proteggeva il pilota. Posteriormente terminava in un impennaggio classico monoderiva con piani orizzontali montati a sbalzo.
La configurazione alare era monoplana, con ala montata bassa sulla fusoliera strutturalmente divisa in tre parti, una centrale più le due semiali laterali.
Il carrello d'atterraggio era fisso, caratterizzato dalle corte gambe di forza ammortizzate e carenate collegate all'intradosso della struttura centrale dell'ala, integrato posteriormente da un ruotino d'appoggio anch'esso ammortizzato.
La propulsione era affidata ad un motore Nakajima Ha-1-Ko, un radiale a 9 cilindri raffreddato ad aria in grado di erogare una potenza pari a 745 hp (556 kW), posizionato all'apice anteriore della fusoliera racchiuso in una cappottatura NACA ed abbinato ad un'elica bipala.
L'armamento era costituito da due mitragliatrici Type 89 calibro 7,7 mm abbinate ad un meccanismo di sincronizzazione per sparare attraverso il disco dell'elica, dotate di caricatori da 800 colpi ciascuna e posizionate sulla parte superiore della fusoliera.

## Utilizzatori
Giappone
- Dai-Nippon Teikoku Rikugun Kōkū Hombu